# Как есть жареных червяков (фильм)
«Как есть жареных червяков» (англ. How to eat fried worms) — американский комедийный кинофильм снятый по одноименной книге Томаса Роквелла.

## Сюжет
Билли Форрестер (Люк Бенвард)  переехал с родителями в новый город. В школе его преследует банда подростков, включая их лидера Джо Гайра (Адам Хикс). Они крадут его обед, и Джо выставляет перед Билли условие - съесть 10 червей без рвоты или ходить с червями в штанах. Билли соглашается на ставку. Он находит поддержку у Адама Симмса (Остин Роджерс) и других парней. Вместе они проходят ряд испытаний, чтобы добыть червей. Наконец, Билли съедает последнего червя после конфликта с бандой Джо. В конце концов, он пересматривает свое отношение к школе и находит себе настоящих друзей. Джо оказывается вынужден признать ничейный результат и все дети празднуют, выбрасывая червей в воздух.

## В ролях
Люк Бенвард — Билли Форрестер
Тай Паниц — Вуди Форрестер
Том Кавана — Митч, отец Билли и Вуди
Кимберли Уильямс-Пейсли — Хелен, мать Билли и Вуди
Хэлли Кейт Айзенберг — Эрика
Адам Хикс — Джо Гайра
Остин Роджерс — Адам Симмс
Ник Краузе — старший брат Джо